# بحران مالی ۱۹۹۷ آسیا

کشورهایی که بیشترین آسیب را از بحران مالی ۱۹۹۷ آسیا پذیرفته‌اند

بحران مالی آسیا دوره‌ای از بحران اقتصادی بود که گریبان گیر بیشتر کشورهای آسیای شرقی از ابتدای ژوئیه ۱۹۹۷ شده بود و ترس از سقوط اقتصاد جهانی به دلیل سرایت اقتصادی، افزایش‌یافته بود.
این بحران از تایلند (در تایلند آن را بحران Tom Yum Goong می‌شناسند؛ تایلندی: วิกฤตต้มยำกุ้ง) با فروپاشی بات تایلند شروع شد که بعد از آن دولت تایلند مجبور به شناورسازی بات به دلیل کمبود ارز خارجی برای پشتیبانی از درجا زدن (عدم‌تغییر) ارز خود در برابر دلار آمریکا شد. در آن زمان، تایلند زیر بار بدهی خارجی‌ای بود که موجب ورشکستگی کشور حتی پس از افت ارز شده بود. با گسترش بحران، بیشتر کشورهای آسیای جنوب شرقی و ژاپن شاهد سقوط ارزش پول، کاهش ارزش بازارهای سهام و سایر قیمت دارایی‌ها و افزایش بدهی‌های خصوصی بودند.
اندونزی، کره جنوبی، و تایلند ازجمله کشورهایی بودند که این بحران بسیار بر آن‌ها تأثیر گذاشت. هنگ کنگ، لائوس، مالزی و فیلیپین نیز تحت تأثیر قرار گرفتند. برونئی، چین، سنگاپور، تایوان و ویتنام کمترین تأثیر را پذیرفتند، اگرچه همه آن‌ها از افت تقاضا و اعتماد کلی به منطقه رنج بردند. ژاپن نیز هرچند کم، اما تحت تأثیر قرار گرفت.
نرخ‌های بدهی به GDP خارجی در چهار عضو اتحادیه اقتصاد ملل جنوب شرقی (ASEAN) طی سال‌های ۱۹۹۳–۹۶، از ۱۰۰٪ به ۱۶۷٪ افزایش یافت، سپس در بدترین زمان بحران، به ۱۸۰٪ نیز رسید. در کره جنوبی، این نرخ از ۱۳٪ به ۲۱٪ و سپس به ۴۰٪ رسید، درحالی‌که کره شمالی که جدیداً صنعتی شده، پیشرفت بهتری داشتند. فقط در تایلند و کره جنوبی، نرخ خدمات به صادرات افزایش یافت
.
اگرچه اکثر دولت‌های آسیایی سیاست‌های مالی نسبتاً مشابهی داشتند، صندوق بین‌المللی پول (IMF) برنامه ۴۰ میلیارد دلاری‌ای برای تثبیت ارزهای کره جنوبی، تایلند و اندونزی؛ اقتصادهایی که بیشترین تأثیر را از بحران گرفته بودند، پیش گرفت (تدوین کرد). درعین‌حال، تلاش‌ها برای متوقف‌سازی بحران اقتصادی، ثبات اندکی در شرایط داخلی اندونزی به ارمغان آورد. پس از ۳۰ سال قدرت، رئیس‌جمهور سوهارتو در اثر افزایش شورش گسترده در ۲۱ مه سال ۱۹۹۸ مجبور به استعفا شد که به دنبال آن، افزایش قیمت شدیدی در پی کاهش ارزش زیاد روپیه به وجود آمد. تأثیرات این بحران تا سال ۱۹۹۸ ادامه داشت. در سال ۱۹۹۸، رشد فیلیپین به تقریباً ۰ رسید. فقط سنگاپور و تایوان تا حدی از این شوک به دور ماندند. هر دو در عبور از آن دوران، در معرض حملات جدی قرار داشتند، به‌ویژه اولی (سنگاپور)، به دلیل اندازه و محل جغرافیایی‌ای که بین مالزی و اندونزی بود، بیشتر در معرض خطر بود. بااین‌حال از سال ۱۹۹۹، تحلیل گران شاهد آغاز بهبود اقتصادهای آسیا بودند. پس از بحران اقتصادی آسیای ۱۹۹۷، اقتصادهای این منطقه به سمت ثبات مالی در نظارت اقتصادی عمل می‌کنند.
تا سال ۱۹۹۹، آسیا تقریباً نیمی از کل سرمایه‌های خارجی ورودی به خود را در کشورهای درحال‌توسعه داشت. به‌ویژه اقتصادهای آسیای جنوب غربی نرخ‌های سود بالایی داشتند که برای سرمایه‌گذاران خارجی با نرخ بالای بازگشت، جذاب بودند. در نتیجه، اقتصادهای منطقه جریان‌های ورودی زیادی از پول را داشتند و افزایش زیادی در قیمت‌های دارایی را تجربه کردند. هم‌زمان، اقتصادهای منطقه‌ای تایلند، مالزی، اندونزی، سنگاپور و کره جنوبی، نرخ‌های رشد بالایی، 8–12% تولید ناخالص داخلی (GDP)، در اواخر سال ۱۹۸۰ و اوایل سال ۱۹۹۳ داشتند. این دستاورد به‌شدت توسط مؤسسات مالی ازجمله صندوق بین‌المللی پول (IMF) و بانک جهانی مورد تشویق قرار گرفت و با عنوان «معجزه اقتصادی آسیایی» شناخته می‌شود.

## دامنه بحران و علل آن
بحران زمانی علنی شد که دولت تایلند تصمیم گرفت که واحد پول خود (baht) را نسبت به دلار شناور کند. عده بسیاری از اقتصاددانان معتقدند که این تصمیم به خاطر جلوگیری از سفته‌بازی در معاملات املاک و مستغلات صورت گرفت. بر اساس این تصمیم ارزش واحد پولی «بات» به شدت افت کرد. این قضیه باعث کاهش ارزش پولی سایر کشورهای منطقه شد و طی این فرایند روپیه اندونزی ۷۵٪، رینگین مالزی و پزو فیلیپین ۴۰٪ و وون کره و بات تایلند ۵۰٪ افت ارزش داشتند. با سقوط ارزش واحدهای پولی بهره تمام وام‌های دلاری شرکت‌های فعال در این منطقه چنان سنگین شد که شرکت‌ها توانایی پرداخت آن‌ها را نداشتند و ورشکستگی‌ها آغاز شد. بازار سهام سقوط کرد و خیلی سریع دامن تمام اقتصاد جهان را گرفت. بحران بزرگ روسیه و حتی بحران کشورهای آمریکای لاتین ریشه در بحران جنوب شرقی آسیا داشت.
کشورهای ASEAN که در سال ۱۹۹۶، ۹۳ میلیارد دلار جریان ورودی سرمایه داشتند در سال ۱۹۹۷، ۱۲ میلیارد دلار خروج سرمایه را تجربه کردند. این وارونگی ۱۰۵ میلیارد دلاری جریان سرمایه در یک‌سال بزرگترین از این نوع در تاریخ تجارت جهانی است.
بحران در اقتصاد شرق آسیا که اقتصاد سه کشور را عملاً فلج کرده و باعث حضور قدرت‌های غربی برای نجات آن‌ها شد به عنوان آغازی برای تحولات اقتصادی جدید در صحنه جهانی تلقی شد. مالزی، اندونزی و کره جنوبی بیش از هر کشور دیگر در آسیای دور دچار بحران اقتصادی شدند، این دو بحران هر چند در عملکردهای سیاسی و اقتصادی خود این کشورها نیز ریشه دارد اما این واقعیت امروز جهان را پیش از گذشته در مقابل چشم جهانیان قرار داد که اقتصاد جهانی از هر بی‌نظمی، دچار اختلال می‌شود و برای برقراری هر نظمی در کانون بحران یافته اقتصادی، قدرت‌های اقتصادی سنتی جهان با حضور خود به ارائه نسخه‌هایی می‌پردازند که در نهایت ضامن منافع درازمدت آن‌ها می‌باشد.

## حباب‌های اعتباری و نرخ‌های ارز ثابت
عوامل انحطاط، متعدد و بحث‌برانگیزند. اقتصاد تایلند، اقتصادی حبابی بود که از پول داغ تأمین می‌شد. هرچقدر که اندازه این حباب بیشتر می‌شد، بیشتر و بیشتر نیاز (به پول داغ) پیدا می‌کرد. همین شرایط در مالزی و اندونزی رخداد که پیچیدگی بیشتری که آن را «سرمایه‌داری متکبرانه» می‌نامیم را هم داشتند. جریان سرمایه کوتاه‌مدت، گران بود و اغلب به‌شدت مشروط به سود فوری (آنی) بود. پول به دست آوردند به صورتی غیرقابل‌کنترل، منحصر به افراد خاصی بود، از آنِ افراد کارآمد یا شایسته نبود، بلکه نزدیک‌ترین افراد به مراکز قدرت بود.
هم‌زمان در اواسط سال ۱۹۹۰، تایلند، اندونزی و کره جنوبی کمبود حساب‌جاری زیادی داشتند که حمایت از نرخ‌های تبادل ثابت، وام گرفتن خارجی را تشویق می‌کرد و منجر به‌قرارگیری در معرض ریسک تبادل خارجی بیش‌ازحد در بخش‌های مالی و تجاری شد.
در اواسط سال ۱۹۹۰، مجموعه‌ای از شوک‌های خارجی، شروع به تغییر محیط اقتصادی نمودند- کاهش ارزش رنمینبی چین، و ین ژاپن به دلیل توافق پلازای سال ۱۹۸۵، افزایش نرخ سود ایالات‌متحده که منجر به قدرت گرفتن دلار آمریکا، و افت شدید قیمت‌های نیمه‌هادی‌ها شد؛ که تأثیر معکوسی بر رشد آن‌ها گذاشت. ازآنجاکه اقتصاد ایالات‌متحده تازه از بحران اوایل سال ۱۹۹۰ بیرون آمده بود، بانک ذخایر فدرال آمریکا تحت نظر Alan Greenspan، شروع به افزایش نرخ سود آمریکا برای کاهش تورم نمود.
این امر ایالات‌متحده را تبدیل به مقصد سرمایه‌گذاری جذاب‌تری در مقایسه با آسیای جنوب شرقی نمود، که جریان‌های پول‌های داغ را از طریق نرخ‌های سود کوتاه‌مدت به خود جذب می‌کرد و در نتیجه ارزش دلار آمریکا بالا رفت. برای ملت‌های آسیای جنوب شرقی که ارزهایشان وابسته به دلار آمریکا بود، دلار آمریکای بالاتر موجب شد که صادراتشان گران‌تر شود و در بازارهای جهانی کم رقیب‌تر شوند. هم‌زمان، رشد صادرات آسیای جنوب شرقی، به‌شدت در بهار سال ۱۹۹۶ کاهش یافت، و موقعیت حساب‌جاری آن‌ها را به خطر انداخت.
اکثر اقتصاددان‌ها، صادرات رو به رشد چین را به‌عنوان عاملی کمک‌کننده به کاهش رشد صادرات ملل ASEAN می‌دانند، هرچند این اقتصاددان‌ها فکر می‌کردند دلیل اصلی بحران، احتکار بیش‌ازحد اموال بوده‌است. چین شروع به رقابت مؤثر با سایر صادرکننده‌های آسیایی به‌ویژه در سال ۱۹۹۰ پس از پیاده‌سازی اصلاحاتی در جهت‌گیری‌های صادراتی‌اش نمود. سایر اقتصاددان‌ها بر سر تأثیر چین اختلاف‌نظر دارند و بیان می‌کنند که هم ASEAN و هم چین رشد صادرات سریعی را به‌صورت هم‌زمان در اوایل سال ۱۹۹۰ داشته‌اند.
اقتصاددانان زیادی اعتقاددارند که بحران آسیا صرفاً به دلیل روانشناسی بازار یا فناوری نبوده، بلکه ناشی از سیاست‌هایی بوده که انگیزه‌ها را در رابطه وام دهنده-وام گیرنده به‌هم‌ریخته‌است. مقادیر زیاد حاصل از اعتبار که به دست آمد، جو اقتصادی بسیار مستحکمی را ایجاد کرد و قیمت‌های دارایی را تا سطح ناپایداری افزایش داده است. این قیمت دارایی‌ها در نهایت شروع به افت نمود، که باعث شد افراد و شرکت‌ها در انجام تعهدات مربوط به به بدهی‌ها دچار مشکل شوند.

## کمک به کره جنوبی
بانک جهانی و صندوق بین‌المللی پول، سازمان‌های هماهنگ‌کننده در اقتصاد جهانی به تعدیل گزارش‌های خود در مورد رشد اقتصادی جهان پرداختند، این بحث که نسخه‌های اقتصادی صندوق بین‌المللی پول نمی‌تواند همیشه راهگشای بن‌بست‌های پیش آمده باشد، عینیت یافت. برای نمونه پس از بحران در کره جنوبی صندوق بین‌المللی پول، بزرگترین میزان کمک اضطراری که تاکنون در اختیار یک کشور مبتلا به بحران مالی قرار گرفته‌است، برای کره جنوبی در نظر گرفت. صندوق بین‌المللی پول و قدرت‌های اقتصادی عمده جهان، یک وام ۵۵ میلیارد دلاری را به کره جنوبی وعده دادند. یعنی نخستین وام به کشوری که یازدهمین اقتصاد بزرگ جهان به‌شمار می‌آید. از آن جایی که ادامه بحران اقتصادی در کره جنوبی در بخش عدم بازپرداخت بدهی‌های کوتاه مدت، بقیه بازارهای اقتصادی بین‌المللی را به شدت متأثر می‌کرد، برای تسریع در پرداخت این وام و دستیابی به توافق، مدیر عامل صندوق خود راساً در مذاکرات دخالت کرد تا اختلافات حل شود.
اظهار نظر وزیر کره جنوبی پس از دستیابی به توافق جالب توجه بود و نشان از حرکت همیشگی صندوق بین‌المللی پول در جهت تحقق شرایط مورد نظر خود داشت. وی اظهار داشت تغییر ساختار اقتصادی مورد نظر صندوق بسیار دشوار و طاقت فرسا خواهد بود، هیچ راهی نیز برای احیای اعتبار تضعیف شدهٔ کره جنوبی نیز وجود ندارد و باید این بهای سنگین پرداخته شود. صندوق بین‌المللی پول از کره جنوبی خواسته است در جریان برنامه‌های اقتصادی فراگیر خود بازار مالی این کشور را به روی مشارکت خارجی باز کند و قوانین ناظر بر اداره مشترک شرکت‌ها را بهبود بخشد. برداشتن موانع تجاری، کاستن از رشد اقتصادی، تغییر ساختار نظام مالی مقروض کشور و گشایش بیشتر بازار پولی از دیگر اقداماتی است که از سئول خواسته شده‌است تا در مقابل دریافت وام آن‌ها را عملی کند.
ترکیب وام دهندگان به‌طور عمده از مراکز اقتصادی عمده سنتی جهان و نمایندگان هیئت پولی جهان تشکیل شده‌است. صندوق بین‌المللی پول طی سه سال ۲۱ میلیارد در اختیار این کشور قرار خواهد داد. بانک جهانی ۱۰ میلیارد دلار، بانک توسعه آسیا ۴ میلیارد دلار، ژاپن ۱۰ میلیارد دلار، آمریکا ۵ میلیارد دلار و کشورهای آلمان، فرانسه، انگلستان، کانادا و استرالیا نیز هر کدام وعده پرداخت مبالغی وام به سئول داده‌اند. به نظر می‌رسد در صورتی‌که بحران اقتصادی کره جنوبی مهار نمی‌شد، بسیاری از شرکای سرمایه‌گذاری این کشور در غرب لطمه جدی را متحمل می‌شدند. در یک نگرش کلی ملاحظه می‌شود که میزان کمک‌های ارائه شده به کره جنوبی یا اعتبارات وعده داده شده به این کشور به مراتب از کمکی که پیشتر در بحران‌های مالی نسبتاً مشابه در اختیار مکزیک، اندونزی یا تایلند قرارداده شد، بیشتر بود.
میزان بالای کمک به کره جنوبی نشان دهنده این نگرانی در سطح اقتصاد کلان جهان است که اگر بحران مالی کره جنوبی به موقع مرتفع نشود، عوارض منفی ان دامنگیر اقتصاد جهانی خواهد شد و به خاطر ارتباطات نزدیک مالی این کشور با ژاپن و اقتصاد در حال شکوفایی در آسیا، اروپای شرقی و آمریکای لاتین، ثبات موجود اقتصاد جهانی را برهم خواهد زد. پس از پایان جنگ سرد در جهان غرب این طرز تفکر به صورت یک نظریه قطعی از سوی کارشناسان اقتصاد جهانی مطرح شد که اقتصاد سوسیالیستی شکست خورده و تنها اقتصاد جایگزین، اقتصاد لیبرالی، سرمایه داری یا بازار آزاد است که در مقابل جهانیان امروز قرار دارد. از آغاز دهه جدید این نوید که گشایش مناسب زندگی و توسعه تنها از طریق انتخاب بازار آزاد می‌تواند میسر شود، جهان را گرفت. سیاست‌های اقتصادی غربی بر این پایه شکل گرفت و اهرم‌های اقتصاد جهان سرمایه داری همچون بانک جهانی و صندوق بین‌المللی در عرصه جهان تمامی امکانات خود را برای جا انداختن و موفقیت این طرز تفکر به کار گرفته شدند. در بسیاری از کشورهای جهان سوم این طرز تفکر به صورت یک باور درآمد که با کلید طلایی بازار آزاد توسعه را در حد اعلای ان می‌توان در آغوش گرفت و مجوز ورود به باشگاه کشورهای پیشرفته را از ان خود سازند.

## عواقب
عواقب و اثرات بحران بر روی ارزش پول ملی و تولید ناخالص ملی (GNP) کشورهای درگیر:
| واحد پول      | قیمت ارز (بر اساس هر ۱$ آمریکا) | قیمت ارز (بر اساس هر ۱$ آمریکا) | تغییرات |
| ------------- | ------------------------------- | ------------------------------- | ------- |
| واحد پول      | ژوئن ۱۹۹۷                       | ژوئیه ۱۹۹۸                      | تغییرات |
| بات تایلند    | 24.5                            | 41                              | 40.2%   |
| روپیه اندونزی | 2,380                           | 14,150                          | 83.2%   |
| پزو فیلیپین   | 26.3                            | 42                              | 37.4%   |
| رینگیت مالزی  | 2.48                            | 4.88                            | 45.0%   |
| وون کره جنوبی | 850                             | 1,290                           | 34.1%   |

| کشور      | تولید ناخالص ملی (US$1 billion) | تولید ناخالص ملی (US$1 billion) | تغییرات |
| --------- | ------------------------------- | ------------------------------- | ------- |
| کشور      | ژوئن ۱۹۹۷                       | ژوئیه ۱۹۹۸                      | تغییرات |
| تایلند    | 170                             | 102                             | 40.0%   |
| اندونزی   | 205                             | 34                              | 83.4%   |
| فیلیپین   | 75                              | 47                              | 37.3%   |
| مالزی     | 90                              | 55                              | 38.9%   |
| کره جنوبی | 430                             | 283                             | 34.2%   |